# استان کون توم
استان کون توم (به لاتین: Kon Tum Province) یک استان در ویتنام است که در منطقه سنترال هایلندز ویتنام واقع شده‌است.

## خصوصیات
استان کون توم ۹٬۶۱۴٫۵ کیلومترمربع مساحت و ۴۳۲٬۹۰۰ نفر جمعیت دارد.